# 1251 هـ
1251 هـ هي سنة في التقويم الهجري امتدت مقابلةً في التقويم الميلادي بين سنتي 1835 و1836.

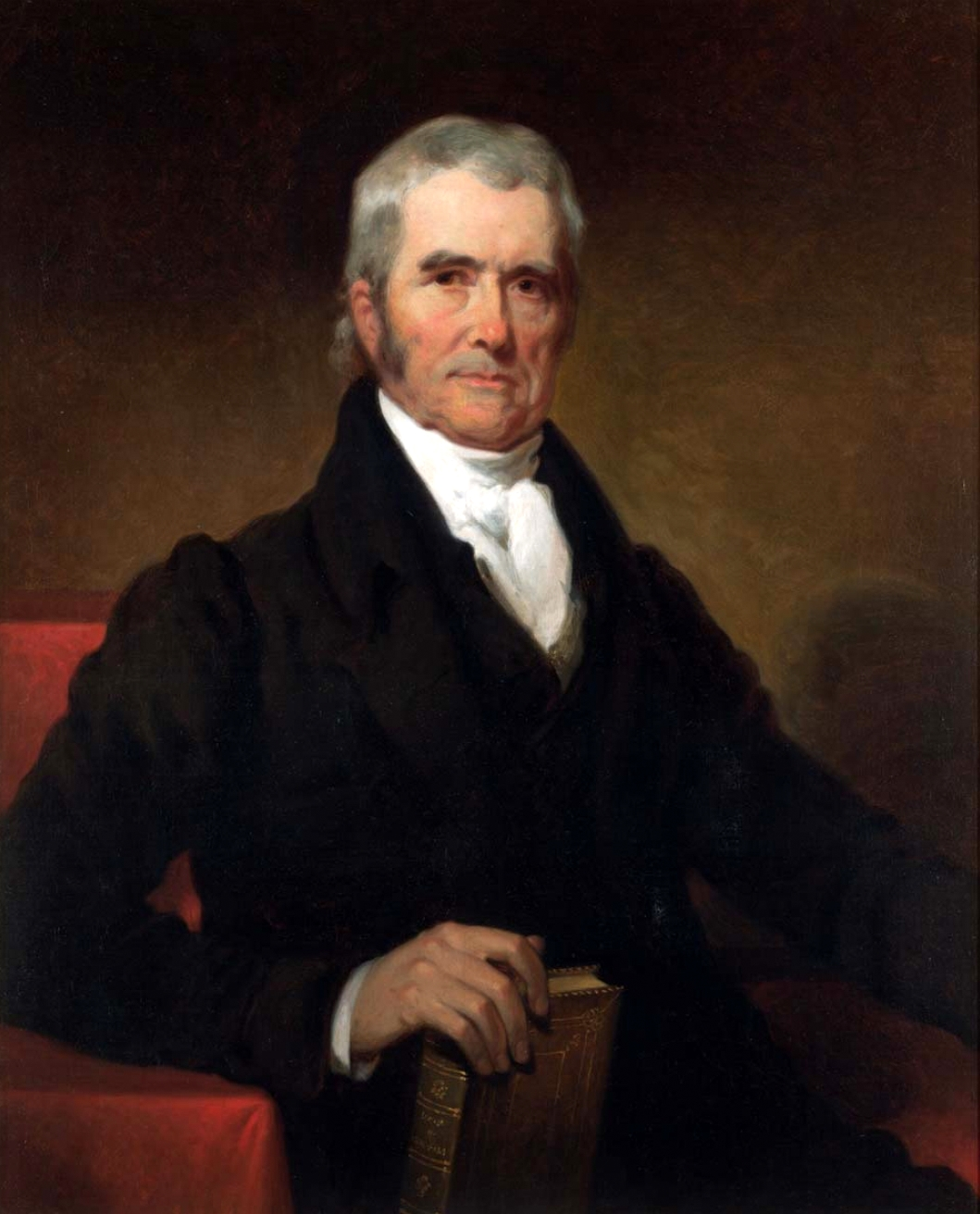
جون مارشال

## أحداث
- الأمام فيصل بن تركي يصبح إماما للدولة السعودية الثانية.
- الأمام فيصل بن تركي يسحق القوات العثمانية في معركة قرب رياض الخبراء.
- تعيين محمد بن علي النكنافي في منصب الصدر الأعظم بالمغرب الأقصى في عهد السلطان مولاي عبدالرحمن بن هشام.

## مواليد
- عبد الله بك الزهدي
- أسعد طراد
- علي بن محمد الببلاوي
- محمد بن عبد الغني آل جميل
- نقولا سيوفي

## وفيات
- أحمد بن محمد الحاجي
- جون مارشال
- هماكر
- 12 محرم - المختار بن عبد المالك الجامعي، كبير وزراء السلطان المغربي أبو الفضل عبد الرحمن بن هشام.
- قائم مقام الفراهاني
- محمد إسماعيل الموصلي